# Radio City (album)
| Recensione                        | Giudizio            |
| --------------------------------- | ------------------- |
| AllMusic                          | [ 1 ]               |
| Robert Christgau                  | A                   |
| The New Rolling Stone Album Guide | [ 3 ]               |
| PopMatters                        | [ 4 ]               |
| Piero Scaruffi                    | [ 5 ]               |
| Ondarock                          | (Disco consigliato) |
| Dizionario del Pop-Rock           | [ 7 ]               |
| 24.000 dischi                     | [ 8 ]               |
| Storia della musica               | [ 9 ]               |

Radio City è il secondo album in studio del gruppo power pop statunitense Big Star, pubblicato nel febbraio del 1974.
Il gruppo ridotto ad un trio (Chris Bell aveva lasciato la band per una propria carriera solistica) pubblica un altro album ottimamente accolto dalla critica musicale.
L'ellepì fu inserito al 405º posto tra i 500 migliori album della speciale classifica stilata dalla rivista specializzata Rolling Stone (2012).

## Tracce
Lato A
1. O, My Soul – 5:36 (Alex Chilton)
2. Life Is White – 3:18 (Alex Chilton, Andy Hummel)
3. Way Out West – 2:46 (Andy Hummel)
4. What's Going Ahn – 2:37 (Alex Chilton, Andy Hummel)
5. You Get What You Deserve – 3:05 (Alex Chilton)

Lato B
1. Mod Lang – 2:42 (Alex Chilton, Richard Rosebrough)
2. Back of a Car – 2:42 (Alex Chilton, Andy Hummel)
3. Daisy Glaze – 3:45 (Alex Chilton, Andy Hummel, Jody Stephens)
4. She's a Mover – 3:09 (Alex Chilton)
5. September Gurls – 2:46 (Alex Chilton)
6. Morpha Too – 1:28 (Alex Chilton)
7. I'm in Love with a Girl – 1:45 (Alex Chilton)

Edizione CD del 2009, pubblicato dalla Fantasy Records (C 0888072315747)
1. O My Soul – 5:40 (Alex Chilton)
2. Life Is White – 3:19 (Alex Chilton, Andy Hummel)
3. Way Out West – 2:50 (Andy Hummel)
4. What's Going Ahn – 2:40 (Alex Chilton, Andy Hummel)
5. You Get What You Deserve – 3:08 (Alex Chilton)
6. Mod Lang – 2:45 (Alex Chilton, Richard Rosebrough)
7. Back of a Car – 2:46 (Alex Chilton, Andy Hummel)
8. Daisy Glaze – 3:50 (Alex Chilton, Andy Hummel, Jody Stephens)
9. She's a Mover – 3:12 (Alex Chilton)
10. September Gurls – 2:49 (Alex Chilton)
11. Morpha Too – 1:28 (Alex Chilton)
12. I'm in Love with a Girl – 1:48 (Alex Chilton)
13. O My Soul – 2:47 (Alex Chilton) – Bonus Track - Single Mix

## Formazione
Gruppo
- Alex Chilton - chitarra, voce
- Andy Hummel - basso, voce
- Jody Stephens - batteria

Ospiti
- Danny Jones - basso (brani: What's Goin Ahn, Mod Lang e She's a Mover)
- Richard Rosebrough - batteria (brani: What's Goin Ahn, Mod Lang e She's a Mover)

Note aggiuntive
- Big Star - produttori[15]
- Registrato al Ardent Studio di Memphis (Tennessee), fine 1973[16]
- John Fry - ingegnere delle registrazioni
- Bill Eggleston/Cenotaph - fotografie[17]